# Mary Martin
Mary Virginia Martin, född 1 december 1913 i Weatherford i Texas, död 3 november 1990 i Rancho Mirage i Kalifornien, var en amerikansk skådespelerska och sångerska.

## Biografi
Mary Martin var en av de största stjärnorna på Broadway och medverkade i musikaler såsom South Pacific (1949) och i originaluppsättningen av The Sound of Music (1959).
I början av sin professionella karriär spelade hon även i några filmer, såsom Rhythm on the River (1940), Birth of the Blues (1941) och Happy Go Lucky (1943).
Mary Martin var mor till skådespelaren Larry Hagman, känd i rollen som J.R. Ewing i Dallas (TV-serie).

## Teater

### Roller
| År   | Roll                  | Produktion                                                           | Regi         | Teater                          |
| ---- | --------------------- | -------------------------------------------------------------------- | ------------ | ------------------------------- |
| 1949 | Ensign Nellie Forbush | South Pacific Richard Rodgers, Oscar Hammerstein II och Joshua Logan | Joshua Logan | Majestic Theatre, New York, USA |